# Mārcis Štrobinders
Mārcis Štrobinders (Talsi, 12 giugno 1966) è un giavellottista lettone, sino al 1992 sovietico.

## Biografia
È nato a Talsi, all'epoca nella Repubblica Socialista Sovietica Lettone.
Ha rappresentato la Lettonia ai Giochi olimpici di Barcellona 1992. In precedenza gareggiava come sovietico.
Nel 2015 si è candidato alle elezioni amministrative per il Partito Popolare, ma non è stato eletto.
È padre di Rolands Štrobinders, anche lui giavellottista di caratura internazionale.